# AVANTIA
株式会社AVANTIA（アバンティア、英: AVANTIA CO., LTD.）は愛知県名古屋市瑞穂区に本社を置く不動産会社。中部エリアのほか関西エリアでも手広く事業を展開している。

## 沿革
- 1989年 - 株式会社サンヨーハウジング名古屋を設立[1]。
- 2002年 - 東京証券取引所、名古屋証券取引所各2部上場[1]。
- 2003年 - 株式会社ベストホーム（現・サンヨーベストホーム株式会社）およびイーコールライフネット株式会社（後のサンヨーライフネット株式会社）を子会社化[1]。
- 2003年 - 株式会社巨勢工務店および巨勢雄株式会社（後のサンヨーベストホーム関西株式会社）を子会社化[1]。
- 2004年 - 東京証券取引所、名古屋証券取引所各1部上場[1]。
- 2004年 - 子会社のサンヨーベストホーム株式会社を存続会社とし同じく子会社のサンヨーライフネット株式会社を吸収合併[1]。
- 2007年 - 子会社のジェイテクノ株式会社が安藤技建株式会社および有限会社安藤建機から吸収分割により事業譲受。[1]。
- 2009年 - 子会社のサンヨーベストホーム株式会社を存続会社とし同じく子会社のサンヨーコンサルタント株式会社を吸収合併[1]。
- 2011年 - 子会社の株式会社巨勢工務店を存続会社とし同じく子会社のサンヨーベストホーム関西株式会社を吸収合併[1]。
- 2013年 - 株式会社宇戸平工務店を子会社化[1][2]。
- 2017年 - 子会社のサンヨー住宅販売株式会社を吸収合併[3]。
- 2020年 - 1月1日に株式会社AVANTIAに社名を変更。
- 2021年 - 株式会社DreamTownおよび株式会社ドリームホームを子会社化
- 2023年 - 東京証券取引所における市場区分をスタンダード市場へ変更[4]。

## マンションブランド
- サンクレーア

子会社のサンヨーベストホーム株式会社で展開

## 事業所
- 本社（愛知県名古屋市瑞穂区）
- 支店

名古屋南、春日井、名古屋東、名古屋西、豊田、栄、東海、一宮、刈谷、岡崎、豊橋、四日市、岐阜、浜松、金沢、宝塚
- 営業所

あま、半田、津

## 関連会社
- サンヨーベストホーム株式会社
- サンヨー測量株式会社
- 株式会社巨勢工務店
- ジェイテクノ株式会社
- 株式会社宇戸平工務店
- 五朋建設株式会社
- 株式会社DreamTown
- 株式会社ドリームホーム

## 提供番組
- サンヨーハウジング名古屋presents SKE48のリア住（2014年1月4日 - 8月23日、テレビ愛知） - 創立25年記念事業の一つ[5]。
- 「オーダーメイド住宅図鑑」（2014年11月 - 2015年8月22日、テレビ愛知）